# Janice Josephs
Janice Josephs (née le 31 mars 1982 au Cap) est une athlète sud-africaine, spécialiste de l'heptathlon et du saut en longueur. 

## Biographie
Janice Josephs se consacre d'abord au sprint, notamment chez les juniors, puis à l'heptathlon, remportant le titre de championne d'Afrique en 2006.
Afin de participer à davantage de compétitions et du fait du faible nombre d'heptathloniennes en Afrique du Sud, elle se tourne vers le saut en longueur à partir de 2007, remportant notamment les Jeux africains de 2007 et Championnats d'Afrique 2008.

### Palmarès
| Date | Compétition                    | Lieu        | Résultat | Épreuve          | Performance |
| ---- | ------------------------------ | ----------- | -------- | ---------------- | ----------- |
| 2002 | Championnats d'Afrique         | Radès       | 1re      | 4 x 100 m        | 45 s 60     |
| 2004 | Championnats d'Afrique         | Brazzaville | 2e       | Heptathlon       | 5 785 pts   |
| 2004 | Jeux olympiques                | Athènes     | 19e      | Heptathlon       | 6 074 pts   |
| 2006 | Jeux du Commonwealth           | Melbourne   | 5e       | Heptathlon       | 6 181 pts   |
| 2006 | Championnats d'Afrique         | Bambous     | 1re      | Heptathlon       | 5 876 pts   |
| 2007 | Jeux africains                 | Alger       | 1re      | Saut en longueur | 6,79 m      |
| 2008 | Championnats du monde en salle | Valence     | 8e       | Saut en longueur | 6,39 m      |
| 2008 | Championnats d'Afrique         | Addis-Abeba | 1re      | Saut en longueur | 6,64 m      |
| 2012 | Championnats d'Afrique         | Porto-Novo  | 2e       | Saut en longueur | 6,29 m      |

### Records
| Épreuve          | Épreuve      | Performance | Lieu      | Date            |
| ---------------- | ------------ | ----------- | --------- | --------------- |
| Saut en longueur | En plein air | 6,79 m      | Alger     | 21 juillet 2007 |
| Saut en longueur | En salle     | 6,51 m      | Valence   | 8 mars 2008     |
| Heptathlon       | Heptathlon   | 6 181 pts   | Melbourne | 22 mars 2006    |